# Мелодии Верийского квартала
«Мелодии Верийского квартала» (груз. ვერის უბნის მელოდიები) — художественный фильм, снятый в 1973 году на киностудии «Грузия-фильм» в жанре музыкальной комедии, по мотивам водевилей и пьес З. Антонова и А. Цагарели.

## Сюжет
Честная и трудолюбивая прачка Вардо — любимица Верийского квартала старого Тифлиса. Она идёт на кражу повозки дров, туши телёнка и шубы, чтобы на вырученные деньги дать возможность обучаться танцам дочерям  возчика Павле, в которого влюблена. В полицию поступил донос о причастности к краже бедного возчика, которого сажают в тюрьму. Чтобы освободить невинного, Вардо признаётся в своём поступке и оказывается за решёткой. Возмущённые люди выходят на улицу, а прачки квартала прекращают работу. Из-за этого в городе начинается антисанитария, а жители лишены возможности носить чистую одежду и страдают от вшей. Для восстановления спокойствия и порядка полицмейстер даёт указание отпустить всех задержанных и зачислить девочек в танцкласс по протекции городских властей. Павле понимает, что поступками Вардо двигала любовь, и, к общей радости, делает ей предложение.

## В ролях
| Актёр              | Роль                              |
| ------------------ | --------------------------------- |
| Софико Чиаурели    | прачка Вардо                      |
| Вахтанг Кикабидзе  | возчик Павле                      |
| Ия Нинидзе         | Маро дочь Павле                   |
| Майя Канкава       | Тамро дочь Павле                  |
| Кахи Кавсадзе      | балетмейстер Иноченцо             |
| Алиса Фрейндлих    | Алиса Аквамаринская жена Иноченцо |
| Давид Абашидзе     | полицмейстер                      |
| Георгий Кавтарадзе | полицейский Катамадзе             |
| Баадур Цуладзе     | полицейский Амагладзе             |
| Борис Ципурия      | Дзибо, полицейский информатор     |
| Эроси Манджгаладзе | Георг Георков                     |
| Лия Гудадзе        | жена Георкова                     |
| Рамаз Чхиквадзе    | Панкес                            |
| Абессалом Лория    | Яшка                              |
| Георгий Гегечкори  | фармацевт                         |

## Съёмочная группа
- Сценаристы: Анзор Салуквадзе, Георгий Шенгелая
- Режиссёр: Георгий Шенгелая
- Оператор: Александр Мгебришвили
- Композитор: Георгий Цабадзе
- вокал Вардо — Нани Брегвадзе
- Художники: Вахтанг Руруа, Эдуард Лапковский
- Автор текстов песен: Морис Поцхишвили

## Призы
- Первый приз и первая премия за лучшую женскую роль на Всесоюзном кинофестивале в Баку (1974), а также Почётными дипломами награждены исполнители детских ролей Ия Нинидзе и Майя Канкава.
- Диплом Международного кинофестиваля в Сан-Себастьяне (1974).
- Премия за лучшую женскую роль Софико Чиаурели на XXVI международном кинофестивале в Чехословакии (1975).